# Coenotephria adela
Coenotephria adela là một loài bướm đêm trong họ Geometridae.